# حریره
حَریره نوعی غذای کم‌قوام است که با پختن غلات یا مغزها در آب یا شیر تهیه می‌شود و حریره را معمولاً یک گونه یا ترکیبی از حبوبات یا بادام با آب یا شیر می‌پزند.
در فرهنگ دهخدا حریره را چنین تعریف کرده است:
«آرد برنج و شکر و شیر و گاه با کوبیدهٔ بادام و شکر و شیر و گاه با نشاسته و شکر و شیر پزند و به اختلاف حریرهٔ بادام و حریرهٔ آردی و حریرهٔ نشاسته‌ای گویند.»
حریرهٔ بادام یا حریرهٔ گندم به صورت غذای کمکی برای کودک پخته می‌شود.
نوعی از غذای مشابه با حریره که با پختن غلات در آب یا شیر تهیه می‌شود اما غلات پخته‌شده در آن خردشده هستند و غذای حاصله قوام‌دار است، هلیم‌فرنگی نام دارد.
حریره (Gruel) غذایی بود که اولیور توئیست شخصیت مشهور رمان چارلز دیکنز در یتیم خانه مقدار بیشتری از آن را درخواست کرده بود.

## روش پخت حریره بادام
یکی از روش‌های پخت حریره بادام به این صورت است که بادام‌های رنده‌شده را در یک پارچه می‌پیچیم و پارچه را در ظرف آب جوش قرار می‌دهند تا عصارهٔ بادام خارج شود و سپس پارچه را از ظرف خارج می‌کنند با مقداری شکر و آرد برنج مانند فرنی صرف می‌کنند.

## حریره بادام در طب سنتی ایران
در طب سنتی ایران حریره بادام را طبیعت گرم و تر، بسیار زود هضم و برای کودکان شیرخوار و افراد مسن مناسب معرفی می‌کنند و جهت پوکی استخوان، نرمی استخوان و رشد استخوان نیز مفید است. چاق‌کننده است و نیروی درونی بدن را افزایش می‌دهد.